# Collection Danquin
La collection Danquin est une ancienne collection de manuscrits originaux sur parchemin ayant appartenu au libraire Charles Danquin et relatifs à la Normandie aux XIVe et XVe siècles. C'est une collection répartie depuis 1855 entre les cinq services d'archives départementales de Normandie.

## La collection
La collection Danquin est une collection privée rassemblée par le libraire parisien Charles Danquin (1781-1866), marchant d'autographes au n°8 rue Saint-Sulpice. Il avait été chef de bureau dans les ministères de l'agriculture et du commerce. Danquin est décrit comme un « antiquaire », sauveteur de la destruction « d'une immense quantité de manuscrits, d'autographes, de titres et de documents précieux dont se sont enrichis les bibliothèques et dépôts publics [d'archives] de Paris et des départements, et des collections particulière... ». 
L'essentiel de la collection est constituée de titres Charles V, Charles VI et Charles VII et relatifs à la Normandie. 
Un certain de Gourgues signala à l'historien et bibliothécaire Léopold Delisle l'existence chez le collectionneur libraire Danquin la présence de près de 2600 titres anciens provenant de la Chambre des comptes de Paris.
L'archéologue français Arcisse de Caumont, averti par Léopold Delisle que les pièces de la Collection Danquin devaient être vendue aux enchères et dispersées, prit alors soin d'attirer l'attention des membres de la Société des antiquaires de Normandie (qu'il avait fondée en 1824 à Caen), l'importance de cette collection de documents originaux recueillis par Danquin. Léopold Delisle se chargea de la rédaction d'un catalogue et Arcisse de Caumont le présenta en présence de Prosper Mérimée le 1er août 1854 et qui fut publié dans le Bulletin monumental de la Société française pour la conservation des monuments historiques (autre fondation de Caumont en 1834). Caumont fut alors missionné par ses collègues antiquaires pour contacter les Conseils généraux normands d'une part et Danquin de l'autre, pour conclure une cession particulière des pièces concernant la Normandie.
Le Calvados et l'Eure furent les premiers à répondre à l'appel de sauvegarde et acquirent bientôt les pièces concernant l'histoire de leur ressort. Charles de Beaurepaire, archiviste de la Seine-Maritime, et Louis Dugué, préfet de la Manche, les firent acquérir par leurs départements en 1855, puis ce fut le tour de l'Orne en 1858.

## Lieux
Même si la collection forme un ensemble cohérent, en tant que référence documentaire, elle est cependant répartie en plusieurs lieux, à la suite des ventes faites par Danquin lui-même, aux différents conseils généraux normands des départements concernés. Cependant, les titres appartenant aux Archives départementales de la Manche ont depuis été détruits en 1944. Le reste est toujours consultable. La Collection est répartie et inventoriée comme suit :
1. Archives départementales de Seine-Maritime : fonds 100 J (coll. Danquin)
2. Archives départementales de l'Eure : sous-série 2 F (coll. Danquin)
3. Archives départementales du Calvados : série F (fonds Danquin)
4. Archives départementales de la Manche : série A (coll. Danquin), 219 pièces - fonds détruit en 1944.
5. Archives départementales de l'Orne : série F (coll. Danquin), 200 pièces.

## Contenu
Ce sont, écrit Léopold Delisle, « des pièces relatives aux finances, à la justice, à la guerre, à la marine, aux travaux publics, en un mot, à toutes les branches de l'administration. Lettres des rois, mandements de leurs officiers, rôles pour l'assiette des impositions et la perception des amendes, endentures ou traités entre Henri VI d'Angleterre ou le duc de Bedford et les capitaines des places fortes, devis de travaux, quittances de toutes natures… ». Quelques-unes des pièces concernant la Manche et aujourd'hui disparues avaient été copiées par Delisle.

## Inventaires
- Delisle, Léopold, « Notes adressées à M. de Caumont, sur une collection de titres normands provenant de la Chambre des comptes, par M. Léopold Delisle, membre de la Société française pour la conservation des monuments historiques », Bulletin monumental, année 1854, Paris : Société française d'archéologie, 2e série, t. X (vol. 20), 1854, p. 417-448 [consulté sur Gallica].
- AD 76, Marie-Christine de La Conte, 100 J, collection Danquin, inventaire analytique, 1996, 359 p.  (ISBN 2 86076 017 2)
- AD 50, Paul Le Cacheux, Archives départementales de la Manche antérieures à 1790, Inventaire sommaire, Archives civiles, Série A (supplément). Domaine royal et domaines engagés, tome II, Saint-Lô : Archives départementales, impr. de Basse-Normandie E. Enault, 1925, 180 p. [219 pièces d'après l'introduction, p. 5].